# Pfarrkirche Eisenkappel

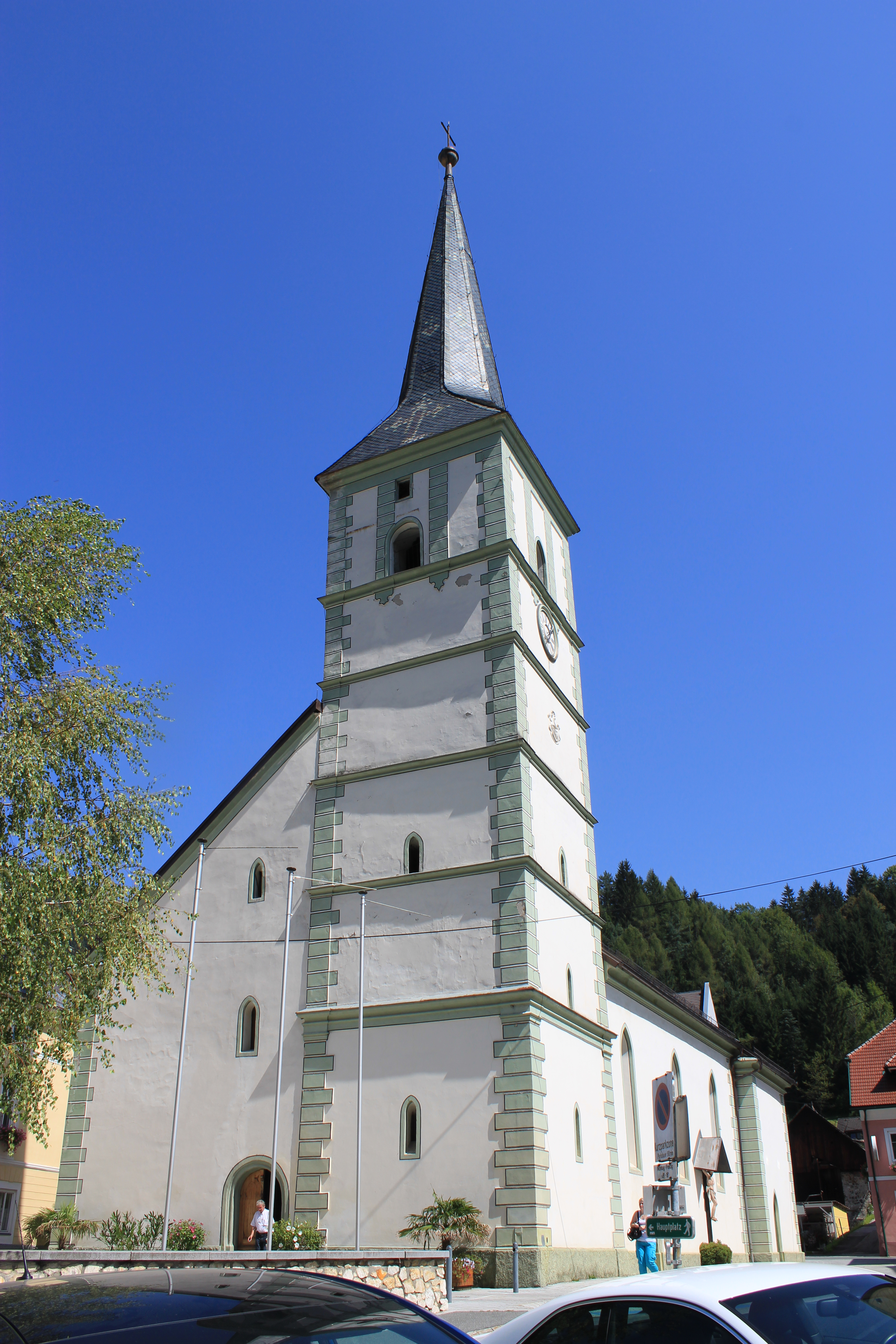
Michaelskirche Eisenkappel

Die römisch-katholische Michaelskirche Eisenkappel ist die Pfarrkirche von Eisenkappel-Vellach. Die dem Erzengel Michael geweihte Kirche gehört innerhalb des Dekanats Eberndorf/Dobrla vas zur Diözese Gurk. Das Gebäude steht unter Denkmalschutz (Listeneintrag).

## Geschichte
Eine Kirche in Eisenkappel wird erstmals zwischen 1050 und 1065 urkundlich genannt. Die Erhebung zur Pfarrkirche erfolgte entweder 1106 oder erst im 13. Jahrhundert.

## Beschreibung
Der Chor stammt aus dem 14. Jahrhundert, das Langhaus wurde nach der Zerstörung durch einen Türkeneinfall 1473 als dreischiffige, dreijochige Halle wiedererrichtet.
Nordöstlich des Langhauses befindet sich die barocke Pestkapelle mit einem Kreuzgratgewölbe.
Der Turm an der Südwestecke, im Kern älter als das Kirchenschiff, besitzt einen Turmhelm aus dem 19. Jahrhundert.
Die 1571 von Georg Renner gegossene Glocke ist nicht mehr in Verwendung.
Neben dem die halbe Breite des Kirchenschiffes einnehmenden Turm befindet sich die zweiachsige Vorhalle und darüber die zweiachsige Westempore, beide mit einem Netzrippengewölbe. Die Portale an der Süd- und Westseite stammen aus der späten Gotik.
Das Sternrippengewölbe im Mittelschiff und die Netzrippengewölbe in den Seitenschiffen liegen auf vier kantonierten Pfeilern und an den Wänden auf Pfeilervorlagen auf.
Ein reich profilierter, spitzbogiger Chorbogen verbindet das Langhaus mit dem zweijochigen Chor mit Fünfachtelschluss. Hier ruht ein Kreuzrippengewölbe auf eingezogenen, polygonalen Pfeilern, deren Profile sich in den Gurtbögen fortsetzen. Die Absenker in den Ecken weisen Maskenkonsolen auf.
Das Portal an der Chorsüdseite mit gemaltem Rahmenschmuck ist mit 1599 bezeichnet. Die gotische Sitznische hat eine Maßwerkbekrönung.
Für die Fenster im Langhaus schuf Valentin Oman im Jahre 2000 reliefierte Glasscheiben.

## Ausstattung

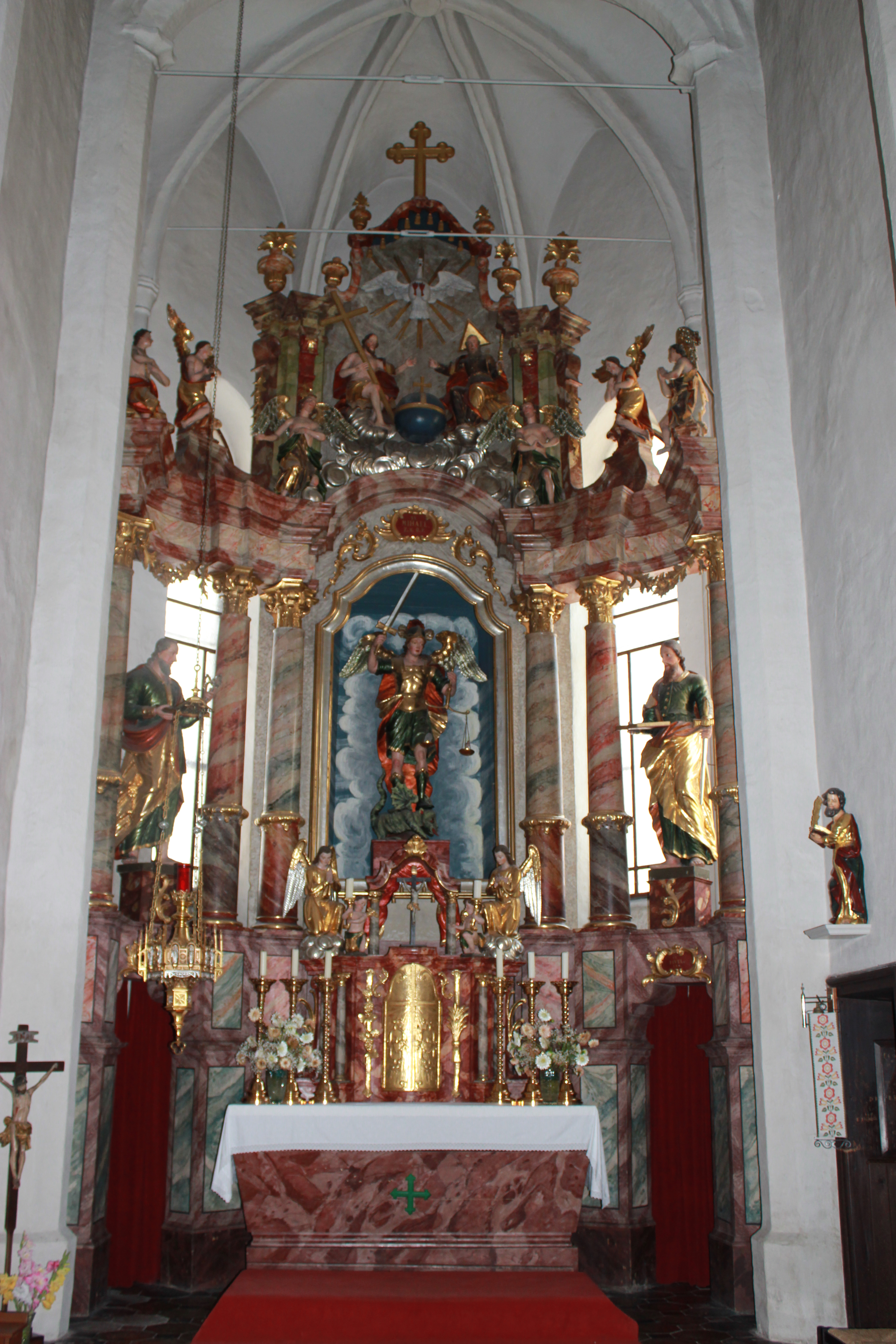
Hochaltar

Der Hochaltar aus der Mitte des 18. Jahrhunderts mit freier Säulenstellung und Opfergangsportalen trägt die Statuen der Heiligen Michael, Petrus und Paulus, sowie im Aufsatz eine Dreifaltigkeitsgruppe.
Am Altar mit Knorpelwerk aus der zweiten Hälfte des 17. Jahrhunderts stehen eine Pietà sowie Figuren der Pestheiligen Sebastian und Rochus. Die Nische in der Mensa birgt eine Liegefigur der heiligen Rosalia.
Die Konsolfiguren der Heiligen Martin, Katharina, Barbara und Georg im Chor entstanden im 18. Jahrhundert und stammen von einem Vorgängeraltar. Die barocken Statuetten der vier Evangelisten aus der zweiten Hälfte des 18. Jahrhunderts waren ursprünglich Teil der Kanzel.
Zur weiteren Ausstattung der Kirche zählen ein barockes Kruzifix, eine Madonna aus der ersten Hälfte des 18. Jahrhunderts, eine Skulptur des heiligen Leonhard aus dem 16. Jahrhundert, sowie 1850 entstandene Kreuzwegbilder.
An Grabdenkmälern sind in der Kirche die Grabplatten des Andreas Resoschnigg (1676), der Maria Clara Gap von Timerburg (1691), der Theresia Rupprecht (1738), sowie die Wappengrabplatte des Josef Johann Graf von Christallnigg (1751) erhalten. Die Orgel aus 1972 stammt von Rudolf Novak/Klagenfurt.